# PGC 1554810
LEDA/PGC 1554810 ist eine linsenförmige Galaxie vom Hubble-Typ S0 im Sternbild Krebs auf der Ekliptik. Sie ist schätzungsweise 1,7 Mrd. Lichtjahre von der Milchstraße entfernt. Im selben Himmelsareal befinden sich u. a. die Galaxien NGC 2744, NGC 2745, NGC 2749, NGC 2751.